# Messerschmitt M 18
Il Messerschmitt M 18, noto anche come BFW M 18 dall'azienda costruttrice, era un monomotore di linea ad ala alta prodotto dall'azienda tedesca Bayerische Flugzeugwerke AG (BFW) negli anni venti.

## Storia del progetto
L'M 18 venne progettato da Willy Messerschmitt nei primi anni venti per rispondere ad una richiesta di Theo Croneiß per equipaggiare di un nuovo tipo di velivolo da trasporto passeggeri la compagnia aerea che stava fondando, la Nordbayerische Verkehrsflug (NOBA).
Basandosi sulle precedenti esperienze progettuali venne concepito con un configurazione ad ala alta a sbalzo, una caratteristica dei progetti iniziali di Messerschmitt. Il prototipo, dotato di un aspetto che diventerà convenzionale, venne realizzato con parti in legno, ma una volta superate le sperimentazioni ne venne avviata la produzione con struttura interamente metallica. La versione di serie, denominata M 18a, venne portata in volo per la prima volta nel 1926 e subito consegnata alla neonata compagnia aerea. Esposto alla mostra internazionale di Berlino del 1928 (ILA) venne elogiato per la pulizia della sua aerodinamica, leggerezza della costruzione ed economia di esercizio

## Tecnica
L'M 18 era un velivolo che conservava l'innovativo aspetto, anche se ingrandito, introdotto dal precedente aereo da turismo M 17; monomotore, ala alta a sbalzo, carrello fisso. La fusoliera, a sezione rettangolare, era realizzata completamente in metallo e caratterizzata dalla cabina di pilotaggio chiusa posizionata all'altezza del bordo d'attacco alare. Lo scompartimento passeggeri era ricavato nella zona centrale e dotato sui lati della struttura di una finestratura che favoriva la visibilità del paesaggio sottostante. Posteriormente terminava in un impennaggio convenzionale monoderiva dotato di piani orizzontali a sbalzo. L'ala, di grande spessore, era montata alta ed a sbalzo. Il carrello d'atterraggio era fisso e di struttura molto semplice, dotato di ruote di grande diametro collegate ad un assale rigido, completato posteriormente da un pattino d'appoggio. La motorizzazione, che variò molto a seconda delle versioni prodotte, era caratterizzata dalla scelta di motori radiali abbinati ad un'elica bipala a passo fisso.

## Versioni
M 18a
versione di produzione di serie dotata di cabina passeggeri a 3 posti e motorizzato Siemens-Halske Sh 11 da 80 CV (60 kW). Prodotto in 2 esemplari.
M 18b
versione da 3-4 passeggeri motorizzata Siemens-Halske Sh 12 da 110 CV (82 kW), prodotta in 12 esemplari.
M 18c
versione da rilevazione fotografica motorizzata Armstrong Siddeley Lynx da 220 hp (164 kW), prodotta in 2 (o 3) esemplari.
M 18d
versione ingrandita da 6/7/8 posti a sedere, prodotta, con diverse motorizzazioni tra cui il Walter Mars da 50 hp (112 kW) ed il Wright Whirlwind da 325 hp (240 kW), in 8 esemplari.

## Utilizzatori
Germania
- Nordbayerische Verkehrsflug[6][7]
- Deutsche Verkehrsflug[6]

 Germania
- Deutsche Luftsportverband[8]

 Svizzera
- Ad Astra Aero
- Eidgenössischen Grundbuchamt Bern[8]